# Haplostomella magellanica
Haplostomella magellanica – gatunek widłonoga z rodziny Botryllophilidae. Nazwa naukowa tego gatunku skorupiaków została opublikowana w 1910 roku przez francuskich zoologów Édouarda Chattona i Ernesta Brémenta.